# Westmorland County
Westmorland County är ett county i Kanada.   Det ligger i provinsen New Brunswick, i den östra delen av landet, 900 km öster om huvudstaden Ottawa.
Följande samhällen finns i Westmorland County:
- Moncton

I omgivningarna runt Westmorland County växer i huvudsak blandskog. Runt Westmorland County är det ganska tätbefolkat, med 54 invånare per kvadratkilometer.